# Пам'ятник Героям війни 1812 року (Миколаїв)
Пам'ятник Героям війни 1812 року — монумент в Центральному районі міста Миколаєва, на початку вулиці Аркасівської. Споруджений на народні пожертви, відкритий 26 серпня 1912 року в Маріїнському (Аркасівському) сквері на честь героїв війни 1812 року. Останній пам'ятник, зведений в Миколаєві за часів царату.

## Історія
Пам'ятник був зведений перед будівлею першої Маріїнської жіночої гімназії і присвячений пам'яті, в тому числі, воїнів 75-го флотського екіпажа, який квартирував у Миколаєві, та ескадрону, сформованого з добровольців місцевим поміщиком В. П. Скаржинським. Ці військові частини брали участь у війні і дійшли до Парижа. 
У створенні пам'ятника брали участь архітектор Луїджі Біоджіолі (гранітний обеліск), художник Генріх Ріх (жіноча фігура, барельєф Олександра І та інші деталі) і міський архітектор Є. А. Штукенберг (загальний архітектурний нагляд). 
Пам'ятник зводився в декілька етапів, кожен з яких можна відслідкувати по фотографіям тих часів. На першому етапі він являв собою чотиригранним обеліском, розташованим ближче до вулиці Пушкінської. Від неї до пам'ятника вели широкі сходи, оточені чотирма кам'яними кубами, на які згодом встановили кам'яні кулі. Перед обеліском вриті задніми частинами вгору великокаліберні знаряддя доби вітрильного флоту. Попереду напис «Героям війни 1812 року. Міське громадське управління», над нею бронзовий портрет царя Олександра I з короною та у лаврах.
На другому етапі на лицьовій стороні пам'ятника було зображено бронзову барельєфну постать жінки, яка втілює Батьківщину-мати. Витягнутою рукою вона увінчує героїв війни лавровим вінком. На протилежному боці – бронзовий барельєфний герб Миколаєва.
У 1922 році пам'ятник був розорений, всі бронзові елементи були демонтовані і відправлені на металобрухт. Також зникли кам'яні квадратні тумби по периметру основи. Пізніше обеліск, що залишився від пам'ятника, був перелаштований радянською владою в пам'ятник бійцям Сивашської дивізії, яка в 1939 році квартирувала в Миколаєві. Разом з пам'ятником було перейменовано і сквер, в якому він знаходився. Біля пам'ятника з'явилися чотири тематичні скульптури матроса, солдата, робочого і селянина, а на його лицьовій стороні – червона зірка.
Простоявши в такому вигляді до німецької окупації (імовірно, скульптури були втрачені під час війни), після звільнення міста монумент знову був перероблений до аскетизму, обмежившись новою мініатюрною зіркою і черговою мармуровою табличкою з висловом Леніна.
У 2007 році до 200-ї річниці французько-російської війни городяни Миколаєва намагались повернути пам'ятнику первинний вигляд, але міська влада ідею не підтримала. Громадськістю міста неодноразово порушувалося питання можливості повернення цьому скверу назви Аркасівського, але міською владою таке рішення не було прийнято.
Після Революції гідності з пам'ятника було демонтовано радянську символіку, в 2016 міська влада повернула пам'ятнику його первісне призначення, а разом з тим і перейменувала сквер.

## Галерея

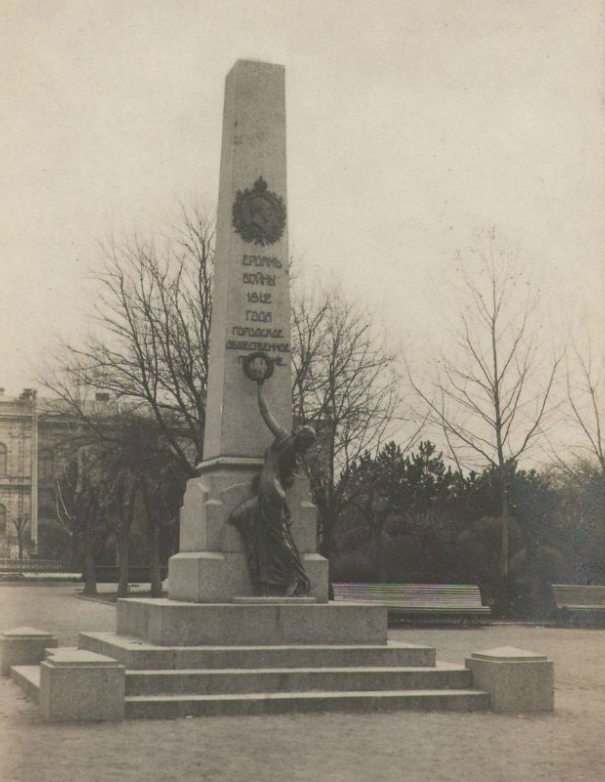
Пам'ятник героям війни 1812 року, первісний вигляд
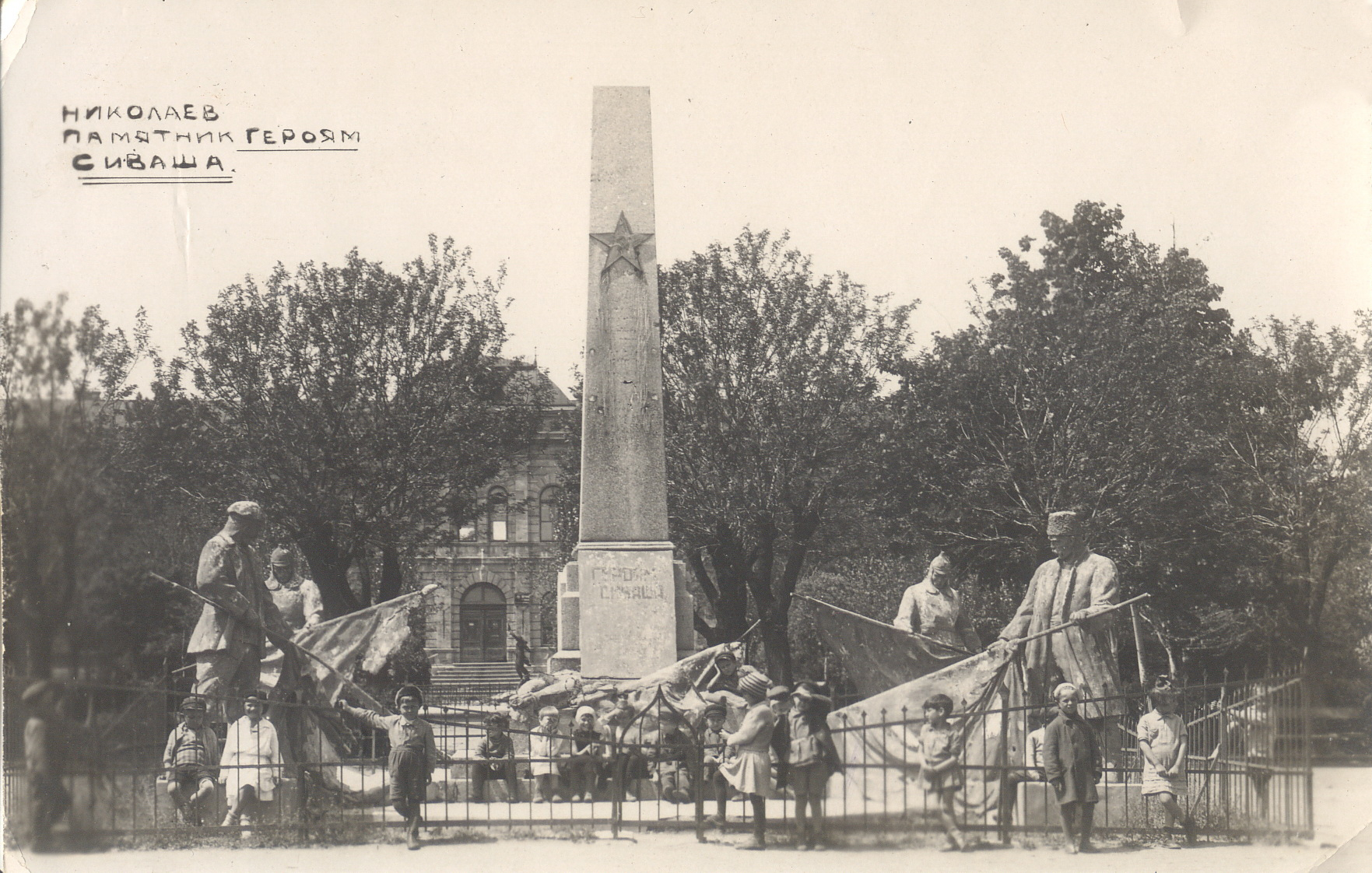
Пам'ятник героям Сивашу у 1922 році
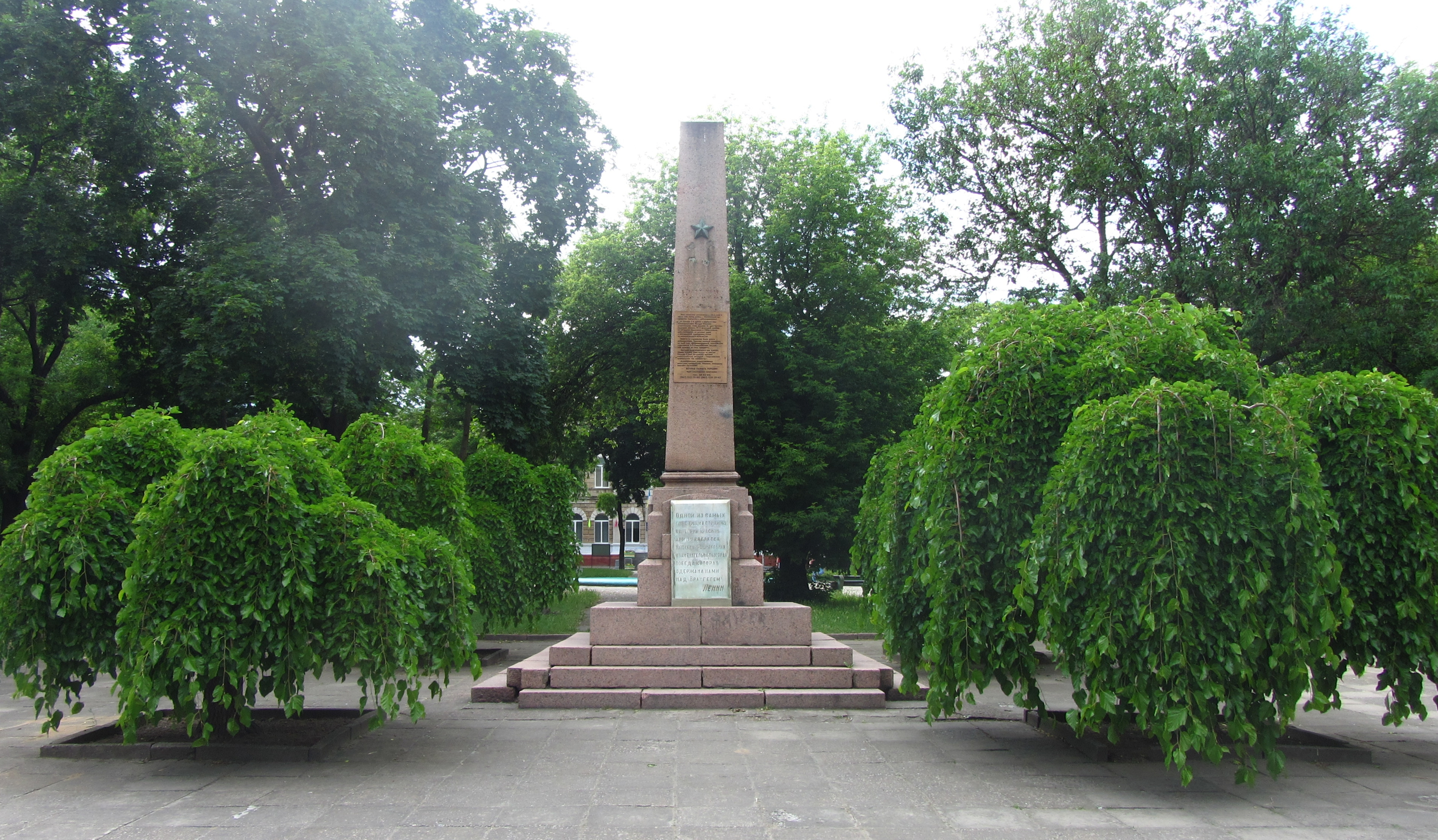
Пам'ятник героям Сиваша. Лицьова сторона
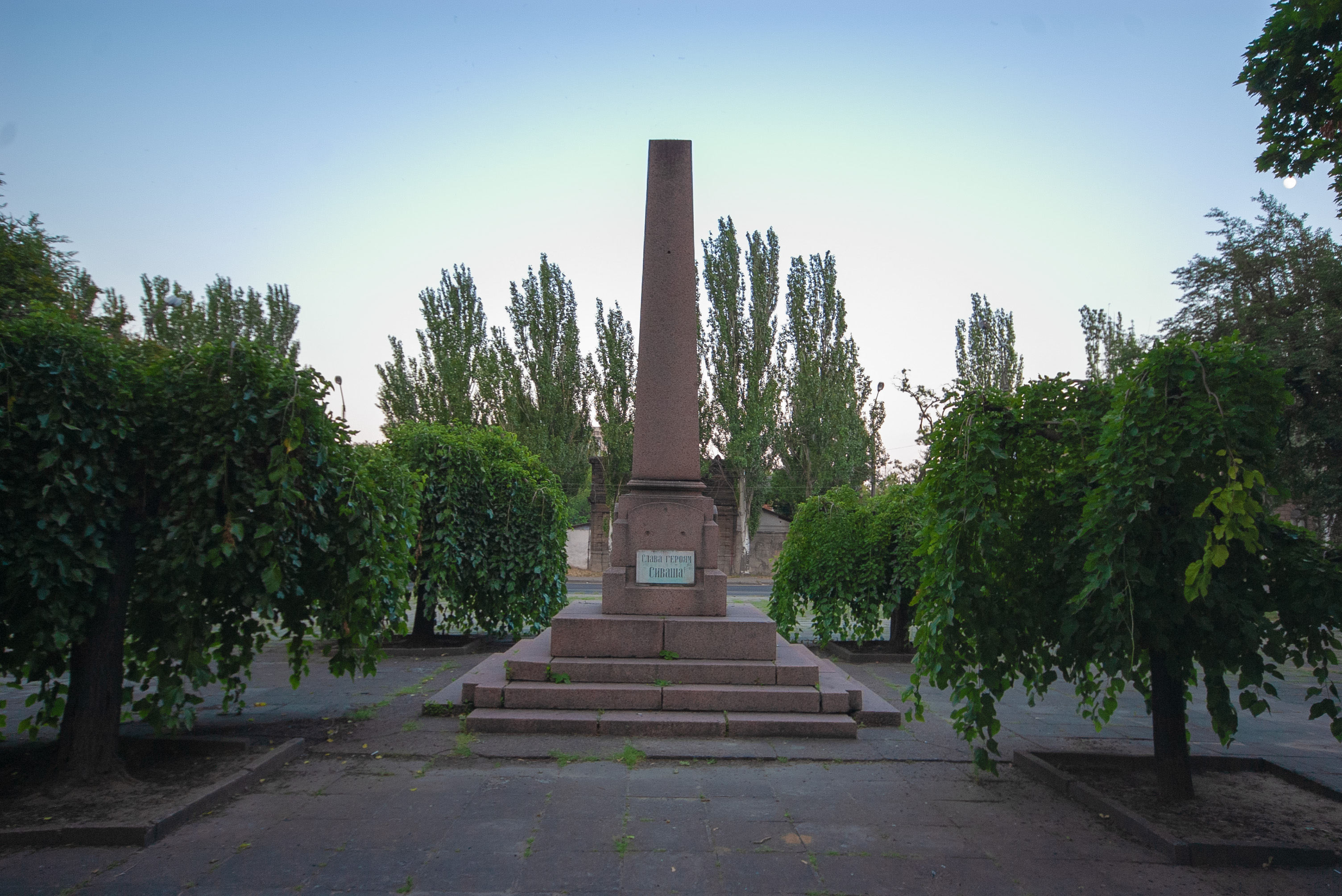
Пам'ятник героям Сивашу. Тилова сторона
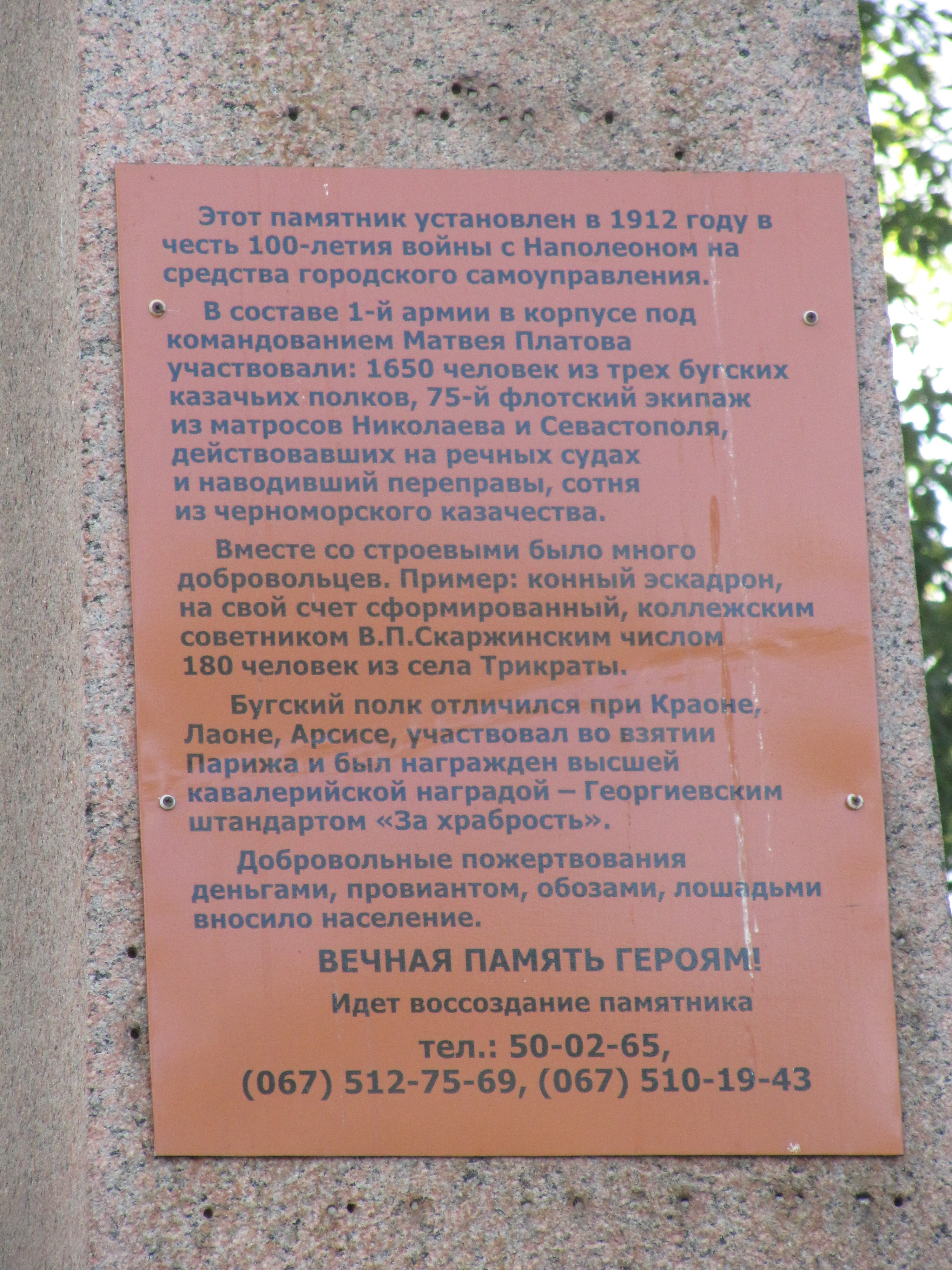
Інформаційна табличка на пам'ятнику героям Сивашської дивізії, що сповіщає про первісне призначення монумента
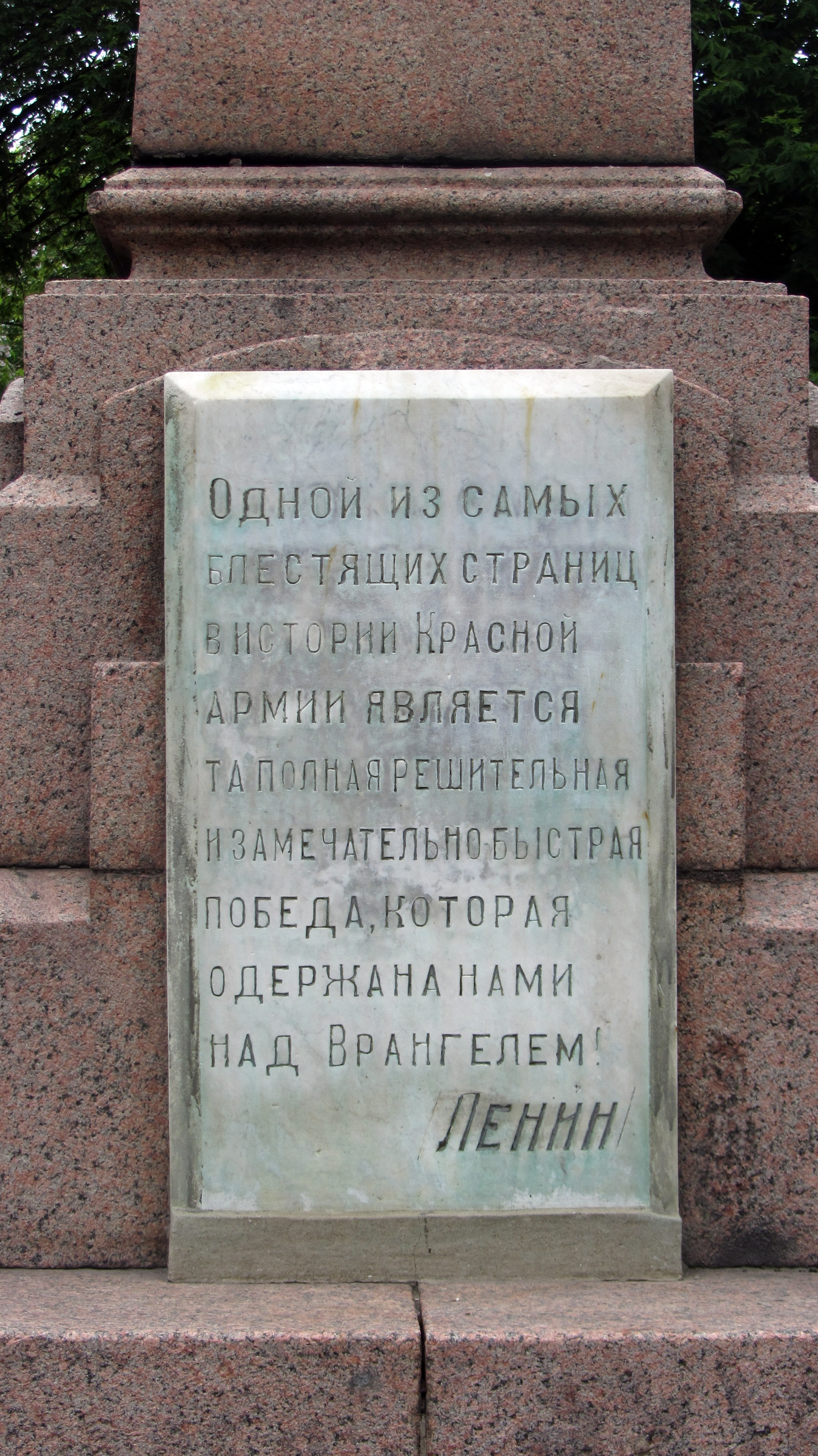
Дошка на пам'ятнику героям Сивашу
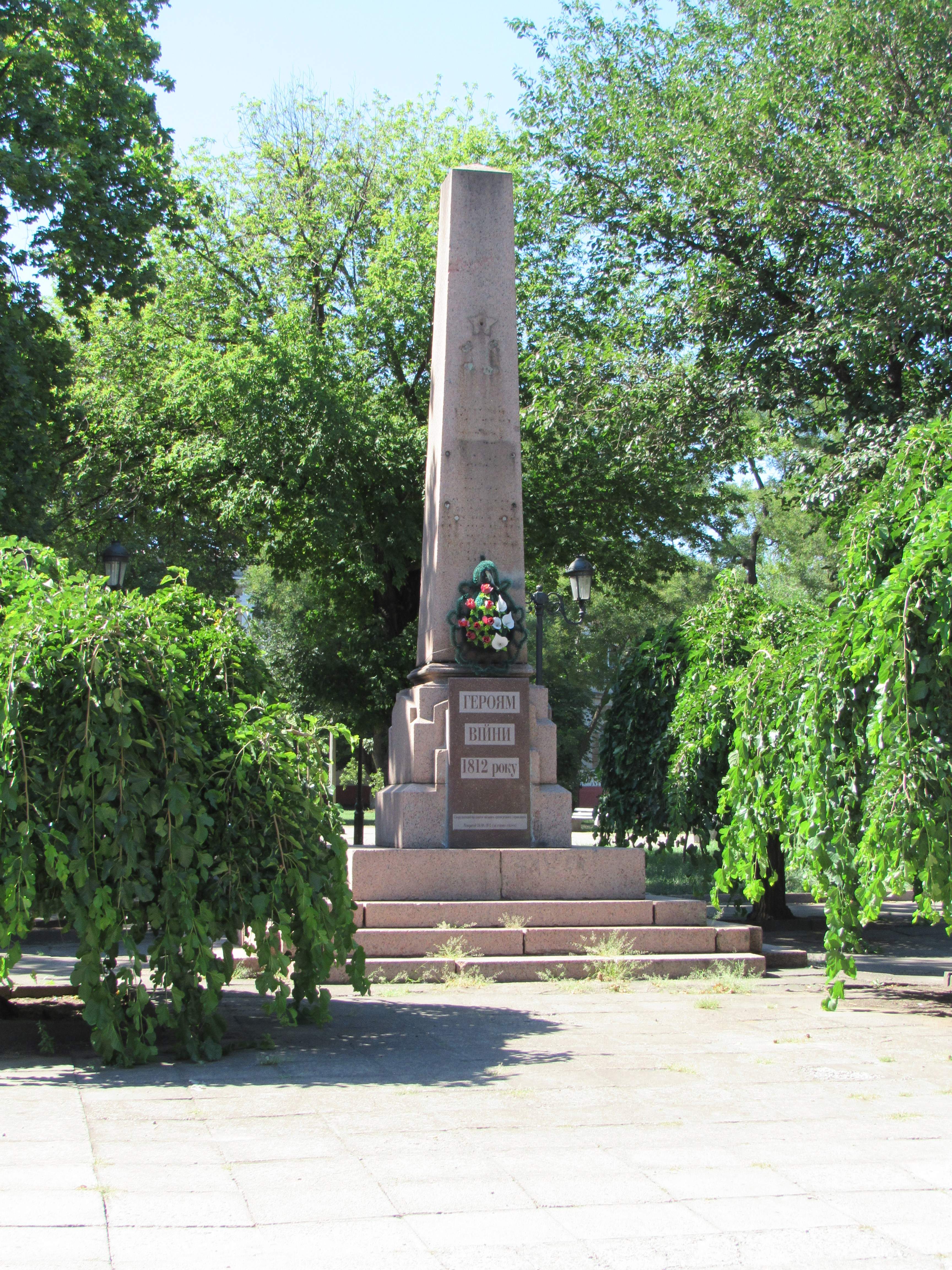
Пам'ятник героям війни 1812 року після декомунізації
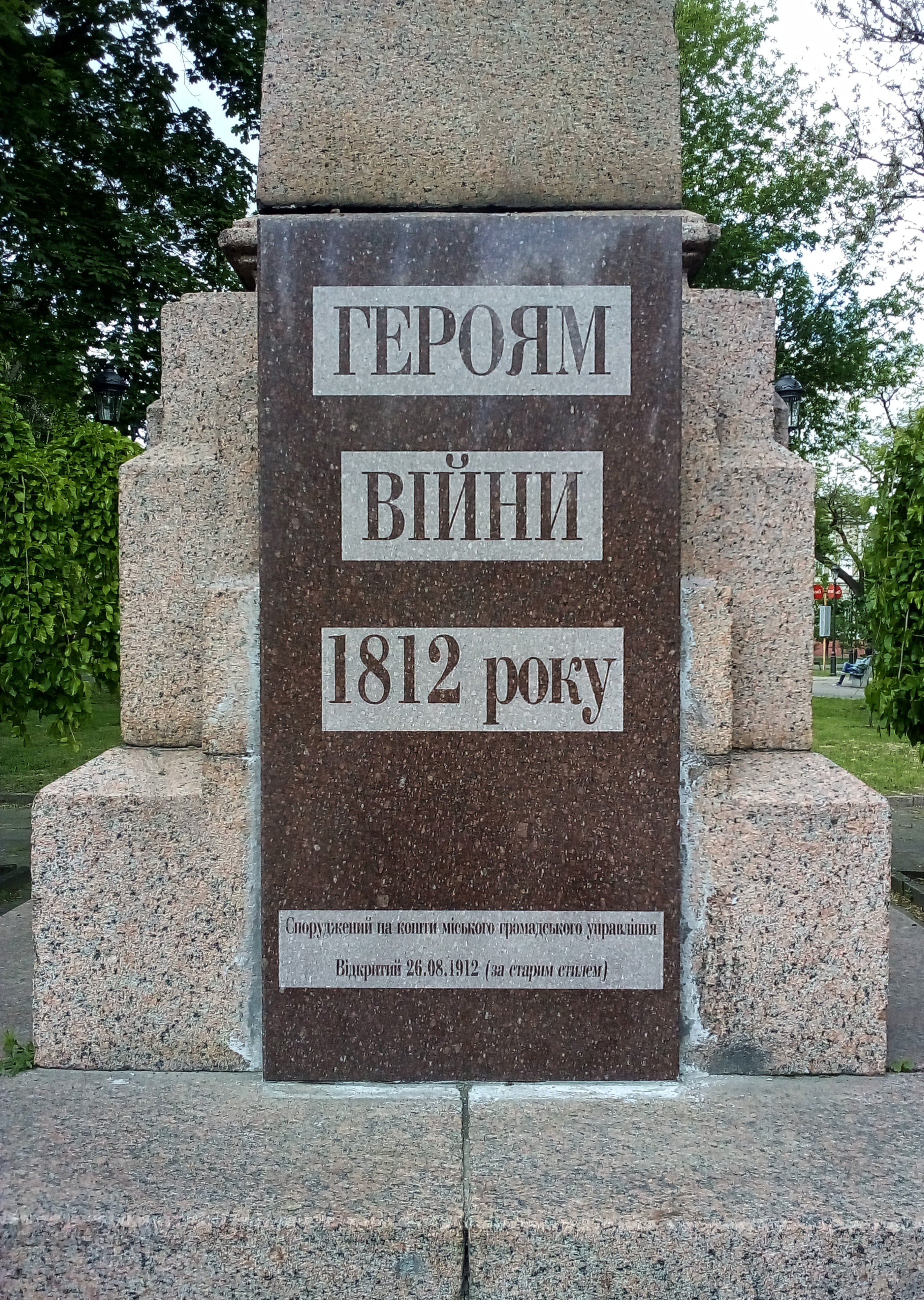
Меморіальна дошка на пам'ятнику героям війни 1812 року, травень 2017